# Eremaeus appalachicus
Eremaeus appalachicus är en kvalsterart som beskrevs av Valerie M. Behan-Pelletier 1993. Eremaeus appalachicus ingår i släktet Eremaeus och familjen Eremaeidae. Inga underarter finns listade i Catalogue of Life.